# Ферв'ю (округ Берген, Нью-Джерсі)
Ферв'ю (англ. Fairview) — місто (англ. borough) в США, в окрузі Берген штату Нью-Джерсі. Населення — 15 025 осіб (2020).

## Географія
Ферв'ю розташований за координатами 40°49′16″ пн. ш. 74°0′11″ зх. д. / 40.82111° пн. ш. 74.00306° зх. д. (40.821054, -74.003061).  За даними Бюро перепису населення США в 2010 році місто мало площу 2,18 км², з яких 2,18 км² — суходіл та 0,00 км² — водойми.

## Демографія
Згідно з переписом 2010 року, у селищі мешкало 13 835 осіб у 4853 домогосподарствах у складі 3256 родин. Було 5150 помешкань
Расовий склад населення:
| - 66,4 % — білих - 4,6 % — азіатів - 2,9 % — чорних або афроамериканців - 0,7 % — корінних американців - 19,7 % — осіб інших рас |

До двох чи більше рас належало 5,7 %. Частка іспаномовних становила 54,6 % від усіх жителів.
За віковим діапазоном населення розподілялося таким чином: 19,6 % — особи молодші 18 років, 68,4 % — особи у віці 18—64 років, 12,0 % — особи у віці 65 років та старші. Медіана віку мешканця становила 34,6 року. На 100 осіб жіночої статі у селищі припадало 111,3 чоловіків;  на 100 жінок у віці від 18 років та старших — 114,2 чоловіків також старших 18 років.
Середній дохід на одне домашнє господарство  становив 67 097 доларів США (медіана — 53 846), а середній дохід на одну сім'ю — 78 672 долари (медіана — 61 565). Медіана доходів становила 42 216 доларів для чоловіків та 45 082 долари для жінок. За межею бідності перебувало 17,2 % осіб, у тому числі 29,2 % дітей у віці до 18 років та 16,4 % осіб у віці 65 років та старших.
Цивільне працевлаштоване населення становило 7273 особи. Основні галузі зайнятості: освіта, охорона здоров'я та соціальна допомога — 15,0 %, науковці, спеціалісти, менеджери — 12,4 %, будівництво — 12,4 %.